# Щигровский Второй
Щигровский Второй, Щигровский 2-й — посёлок в Болховском районе Орловской области. Входит в состав Сурьянинского сельского поселения. Население — 108 чел. (2010).

## География
Посёлок находится в северной части Орловской области, в лесостепной зоне, в пределах центральной части Среднерусской возвышенности. Расположен рядом, примерно в 800 м по прямой, с посёлком Струковский Первый. Абсолютная высота — 203 метра над уровнем моря.
Уличная сеть состоит из двух географических объектов: ул. Колхозная и ул. Окружная.
Географическое положение
в 6 км. — административный центр поселения деревня Сурьянино, в 6 км. — административный центр района город Болхов
Климат
близок к умеренно-холодному, количество осадков является значительным, с осадками в засушливый месяц. Среднегодовая норма осадков — 627 мм. Среднегодовая температура воздуха в Болховском районе — 5,1 °C.
Часовой пояс
Посёлок Щигровский Второй, как и вся Орловская область, находится в часовой зоне МСК (московское время). Смещение применяемого времени относительно UTC составляет +3:00.

## Население
| 2002 | 2010 |
| ---- | ---- |
| 108  | →108 |

Возрастной состав
По данным администрации Сурьянинского сельского поселения, опубликованным в 2017—2018 гг., в посёлке в 29 дворах проживают 118 жителей, до 7 лет — 10 чел., от 7 до 18 лет − 26 чел, от 18 до 30 лет — 25 чел., от 30 до 50 лет — 32 чел., от 50 до 60 лет — 14 чел., старше 60 лет — 11 чел.
Национальный состав
Согласно результатам переписи 2002 года, в национальной структуре населения
русские составляли 92 % от общей численности населения в 108 жителей

## Инфраструктура
Личное приусадебное хозяйство. Развито сельское хозяйство.

## Транспорт
подъездная автодорога к федеральной автотрассе Р92.